# غابي الفعل

الصيغة الكيميائية لحمض الغاما-أمينوبيوتيريك.

غابيُّ الفِعْلِ (بالإنجليزية: GAPAergic)‏ يُشار إليه في علمي الأحياء الجزيئي ووظائف الأعضاء على أنه المادة التي تتعلق أو تؤثر على الناقل العصبي غابا (حمض الغاما-أمينوبيوتيريك). مثلًا، يُعد المشبك العصبي غابيُّ الفعل إذا كان يستعمل الغابا ناقلًا عصبيًا، وكذلك الخلايا العصبية التي تنتج الغابا هي غابيَّة الفعل. المواد التي تَنْتُج عبر تفاعلات مع نظام غابا تكون غابيَّة الفعل كأن تقوم بتحفيز أو تثبيط النقل العصبي.
المادة غابيَّة الفعل أو العامل غابيُّ الفعل هو أيُ مادةٍ كيميائية تُعَدِّل من تأثيرات حمض الغاما-أمينوبيوتيريك على الجسم أو الدماغ. تشمل فئات مختلفة من العقاقير غابيُّة الفعل، حيث تتضمن ناهضات ومناهضات ومعدلات ومثبطات إعادة الامتصاص وإنزيمات.